# Обревко Олександр Анатолійович
Обре́вко Олександр Анатолійович (*31 травня 1984, село Капустяни, Решетилівський район, Полтавська область) — український футболіст, оборонець.

## Біографія
Вихованець ДЮСШ «Ворскла» імені Горпинка міста Полтава, перший тренер — Кислов І. М.

## Статистика виступів

### Професіональна ліга
| Сезон     | Команда                      | Турнір     | Матчі | Голи |
| --------- | ---------------------------- | ---------- | ----- | ---- |
| 2006–2007 | Кремінь (Кременчук)          | чемпіонат  | 11    | 0    |
| 2007–2008 | Кремінь (Кременчук)          | чемпіонат  | 30    | 0    |
| 2007–2008 | Кремінь (Кременчук)          | кубок      | 2     | 0    |
| 2008–2009 | Кремінь (Кременчук)          | чемпіонат  | 30    | 2    |
| 2008–2009 | Кремінь (Кременчук)          | кубок      | 1     | 0    |
| 2009–2010 | Сталь (Дніпродзержинськ)     | чемпіонат  | 24    | 3    |
| 2009–2010 | Сталь (Дніпродзержинськ)     | кубок      | 2     | 0    |
| 2009–2010 | Сталь (Дніпродзержинськ)     | кубок ліги | 4     | 1    |
| 2010–2011 | Сталь (Дніпродзержинськ)     | чемпіонат  | 18    | 1    |
| 2010–2011 | Сталь (Дніпродзержинськ)     | кубок      | 2     | 0    |
| 2011–2012 | ФК «Полтава»                 | чемпіонат  | 23    | 2    |
| 2011–2012 | ФК «Полтава»                 | кубок      | 2     | 0    |
| 2012–2013 | ФК «Полтава»                 | чемпіонат  | 15    | 0    |
| 2012–2013 | ФК «Полтава»                 | кубок      | 1     | 0    |
| 2012–2013 | Полтава-2-Карлівка (Полтава) | чемпіонат  | 8     | 1    |
| 2013–2014 | Славутич (Черкаси)           | чемпіонат  | 26    | 0    |
| 2013–2014 | Славутич (Черкаси)           | кубок      | 4     | 0    |

## Відомі люди

### Народились
- Обревко Олександр Анатолійович — український футболіст.

## Досягнення
- Півфіналіст Кубка України 2013—2014
- Срібний призер Чемпіонату України серед команд другої ліги 2011—2012